# POP 광고
POP 광고(Point Of Purchase)은 소비자가 상품을 구입하는 최종지점에서의 광고이다. 상품의 실물대, 모형·포스터·간판 등 소매상에 있는 광고물 일체를 말한다. PP 광고라고도 하며, 광고주의 입장에서는 PS 광고가 된다.